# Delegati dal Wyoming al Congresso degli Stati Uniti d'America

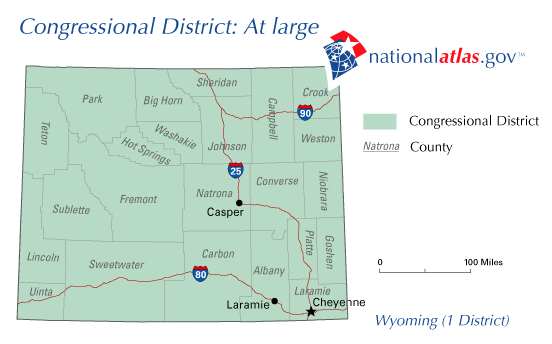
Il Wyoming è rappresentato alla Camera da un collegio unico

Sin dall'ammissione all'Unione come stato, avvenuta nel 1890, il Wyoming è rappresentato al Congresso degli Stati Uniti da una delegazione al Senato e alla Camera dei rappresentanti. Ogni stato elegge due senatori con mandati di sei anni, a prescindere dalla popolazione dello stato; quelli del Wyoming appartengono alle classi 1 e 2. Elegge inoltre un numero di rappresentanti alla Camera in numero proporzionale alla popolazione, ogni due anni; sin dall'ingresso negli Stati Uniti, il Wyoming è rappresentato alla Camera dei rappresentanti da un solo delegato, eletto con il sistema first-past-the-post in un collegio unico (at-large); tale numero è stato confermato anche dall'ultimo censimento del 2020.

## Camera dei rappresentanti

### Delegati attuali
La delegazione alla Camera dei rappresentanti ha un totale di un rappresentante, repubblicano.
| Distretto | Rappresentante  | Partito      | CPVI (2025) | Inizio mandato | Mappa del distretto |
| --------- | --------------- | ------------ | ----------- | -------------- | ------------------- |
| At-large  | Harriet Hageman | Repubblicano | R+23        | 3 gennaio 2023 |                     |

## Senato
| Senatore                | Congresso       | Senatore                    |
| Classe 1                | Congresso       | Classe 2                    |
| ----------------------- | --------------- | --------------------------- |
| Francis E. Warren (R)   | 51 (1889-1891)  | Joseph M. Carey (R)         |
| Francis E. Warren (R)   | 52 (1891-1893)  | Joseph M. Carey (R)         |
| Clarence D. Clark (R)   | 53 (1893-1895)  | Joseph M. Carey (R)         |
| Clarence D. Clark (R)   | 54 (1895-1897)  | Francis E. Warren (R)       |
| Clarence D. Clark (R)   | 55 (1897-1899)  | Francis E. Warren (R)       |
| Clarence D. Clark (R)   | 56 (1899-1901)  | Francis E. Warren (R)       |
| Clarence D. Clark (R)   | 57 (1901-1903)  | Francis E. Warren (R)       |
| Clarence D. Clark (R)   | 58 (1903-1905)  | Francis E. Warren (R)       |
| Clarence D. Clark (R)   | 59 (1905-1907)  | Francis E. Warren (R)       |
| Clarence D. Clark (R)   | 60 (1907-1909)  | Francis E. Warren (R)       |
| Clarence D. Clark (R)   | 61 (1909-1911)  | Francis E. Warren (R)       |
| Clarence D. Clark (R)   | 62 (1911-1913)  | Francis E. Warren (R)       |
| Clarence D. Clark (R)   | 63 (1913-1915)  | Francis E. Warren (R)       |
| Clarence D. Clark (R)   | 64 (1915-1917)  | Francis E. Warren (R)       |
| John B. Kendrick (D)    | 65 (1917-1919)  | Francis E. Warren (R)       |
| John B. Kendrick (D)    | 66 (1919-1921)  | Francis E. Warren (R)       |
| John B. Kendrick (D)    | 67 (1921-1923)  | Francis E. Warren (R)       |
| John B. Kendrick (D)    | 68 (1923-1925)  | Francis E. Warren (R)       |
| John B. Kendrick (D)    | 69 (1925-1927)  | Francis E. Warren (R)       |
| John B. Kendrick (D)    | 70 (1927-1929)  | Francis E. Warren (R)       |
| John B. Kendrick (D)    | 71 (1929-1931)  | Patrick Joseph Sullivan (R) |
| John B. Kendrick (D)    | 72 (1931-1933)  | Robert D. Carey (R)         |
| Joseph C. O'Mahoney (D) | 73 (1933-1935)  | Robert D. Carey (R)         |
| Joseph C. O'Mahoney (D) | 74 (1935-1937)  | Robert D. Carey (R)         |
| Joseph C. O'Mahoney (D) | 75 (1937-1939)  | Harry Schwartz (D)          |
| Joseph C. O'Mahoney (D) | 76 (1939-1941)  | Harry Schwartz (D)          |
| Joseph C. O'Mahoney (D) | 77 (1941-1943)  | Harry Schwartz (D)          |
| Joseph C. O'Mahoney (D) | 78 (1943-1945)  | Edward V. Robertson (R)     |
| Joseph C. O'Mahoney (D) | 79 (1945-1947)  | Edward V. Robertson (R)     |
| Joseph C. O'Mahoney (D) | 80 (1947-1949)  | Edward V. Robertson (R)     |
| Joseph C. O'Mahoney (D) | 81 (1949-1951)  | Lester C. Hunt (D)          |
| Joseph C. O'Mahoney (D) | 82 (1951-1953)  | Lester C. Hunt (D)          |
| Frank A. Barrett (R)    | 83 (1953-1955)  | Edward D. Crippa (R)        |
| Frank A. Barrett (R)    | 84 (1955-1957)  | Joseph C. O'Mahoney (D)     |
| Frank A. Barrett (R)    | 85 (1957-1959)  | Joseph C. O'Mahoney (D)     |
| Gale W. McGee (D)       | 86 (1959-1961)  | Joseph C. O'Mahoney (D)     |
| Gale W. McGee (D)       | 87 (1961-1963)  | Joe Hickey (D)              |
| Gale W. McGee (D)       | 88 (1963-1965)  | Milward Simpson (R)         |
| Gale W. McGee (D)       | 89 (1965-1967)  | Milward Simpson (R)         |
| Gale W. McGee (D)       | 90 (1967-1969)  | Clifford Hansen (R)         |
| Gale W. McGee (D)       | 91 (1969-1971)  | Clifford Hansen (R)         |
| Gale W. McGee (D)       | 92 (1971-1973)  | Clifford Hansen (R)         |
| Gale W. McGee (D)       | 93 (1973-1975)  | Clifford Hansen (R)         |
| Gale W. McGee (D)       | 94 (1975-1977)  | Clifford Hansen (R)         |
| Malcolm Wallop (R)      | 95 (1977-1979)  | Alan K. Simpson (R)         |
| Malcolm Wallop (R)      | 96 (1979-1981)  | Alan K. Simpson (R)         |
| Malcolm Wallop (R)      | 97 (1981-1983)  | Alan K. Simpson (R)         |
| Malcolm Wallop (R)      | 98 (1983-1985)  | Alan K. Simpson (R)         |
| Malcolm Wallop (R)      | 99 (1985-1987)  | Alan K. Simpson (R)         |
| Malcolm Wallop (R)      | 100 (1987-1989) | Alan K. Simpson (R)         |
| Malcolm Wallop (R)      | 101 (1989-1991) | Alan K. Simpson (R)         |
| Malcolm Wallop (R)      | 102 (1991-1993) | Alan K. Simpson (R)         |
| Malcolm Wallop (R)      | 103 (1993-1995) | Alan K. Simpson (R)         |
| Craig Thomas (R)        | 104 (1995-1997) | Alan K. Simpson (R)         |
| Craig Thomas (R)        | 105 (1997-1999) | Mike Enzi (R)               |
| Craig Thomas (R)        | 106 (1999-2001) | Mike Enzi (R)               |
| Craig Thomas (R)        | 107 (2001-2003) | Mike Enzi (R)               |
| Craig Thomas (R)        | 108 (2003-2005) | Mike Enzi (R)               |
| Craig Thomas (R)        | 109 (2005-2007) | Mike Enzi (R)               |
| John Barrasso (R)       | 110 (2007-2009) | Mike Enzi (R)               |
| John Barrasso (R)       | 111 (2009-2011) | Mike Enzi (R)               |
| John Barrasso (R)       | 112 (2011-2013) | Mike Enzi (R)               |
| John Barrasso (R)       | 113 (2013-2015) | Mike Enzi (R)               |
| John Barrasso (R)       | 114 (2015-2017) | Mike Enzi (R)               |
| John Barrasso (R)       | 115 (2017-2019) | Mike Enzi (R)               |
| John Barrasso (R)       | 116 (2019-2021) | Mike Enzi (R)               |
| John Barrasso (R)       | 117 (2021-2023) | Cynthia Lummis (R)          |
| John Barrasso (R)       | 118 (2023-2025) | Cynthia Lummis (R)          |
| John Barrasso (R)       | 119 (2025-2027) | Cynthia Lummis (R)          |